# 고흥 독치성
고흥 독치성(高興 禿峙城)은 대한민국 전라남도 고흥군 포두면 봉림리에 있는 백제의 성이다. 2002년 11월 27일 전라남도의 기념물 제208호로 지정되었다.

## 개요
독치성은 서북쪽에 있는 조계산(해발 463.1m)의 동쪽 능선 끝자락에 위치한 성뫼산(해발 175∼212m) 봉우리를 감싸고 있다. 남쪽에 있는 평지가 한 눈에 들어오고, 동쪽의 바다도 보이고 있다.
독치성의 전체 길이는 508m로 전남 동부지역의 백제석성 가운데 광양 마로산성(길이 550m, 구 전남기념물 제173호, 사적 제492호)과 고흥 남양리산성(길이 534m, 전남기념물 제207호)에 이어서 세번째로 큰 산성에 해당한다. 성벽은 남쪽의 일부 구간만 없어졌을 뿐 흔적이 뚜렷이 남아 있다. 경사면 지역은 수평쌓기 방식으로 쌓아올렸는데, 이는 성벽의 하중을 골고루 분산시켜 성벽이 붕괴되는 것을 막기 위한 배려에서 나온 것이다.
문터는 동·북쪽 2곳에 남아 있는데, 문터의 형태는 백제시대 산성으로 밝혀진 순천 검단산성(사적 제418호)과 여수 고락산성(전남 기념물 제244호)처럼 외벽이 곡선을 그리고 내벽은 거의 직각을 이루고 있다.
성벽의 북서쪽 모서리부분과 북동쪽 모서리부분에는 사각형의 돌출된 치(稚)를 설치했는데, 성벽을 방어하는 역할을 행하였다. 치는 길이 4.5m·너비 6.4m 정도 규모로, 이 지역의 백제산성 가운데 처음으로 치가 확인되어 귀중한 자료로 평가된다.
성 안에서 삼국시대의 토기조각을 비롯하여 분청사기 조각, 평기와 조각 등의 유물이 출토되었다. 기와 안쪽에는 섶문양이 보이기도 있는데, 이는 전남 동부지역의 백제 산성들에서 예외 없이 출토되고 있는 특징적인 유물이다.
독치성은 백제 후기에 처음으로 쌓았던 산성으로, 전남 동부지역의 백제산성을 이해하는데 매우 중요한 자료로서 역사적·학술적 가치가 크다.

## 참고 자료
- 고흥 독치성 - 국가유산청 국가유산포털